# Michał Zieliński (snookerzysta)
Michał Zieliński (ur. 6 lipca 1992) – były polski snookerzysta. Trzykrotny Mistrz Polski w Snookerze, medalista Drużynowych Mistrzostw Europy.
Do jego największych osiągnięć należą: trzykrotna wygrana w Mistrzostwach Polski Seniorów (2009, 2010, 2012), 8 tytułów Mistrza Polski w kategoriach juniorskich, 2 tytuły Mistrza Polski w snookerze na 6 czerwonych. Poza tytułami mistrzowskimi zdobył również kilkanaście innych medali Mistrzostw Polski w różnych kategoriach.
Na arenie międzynarodowej największym sukcesem Michała Zielińskiego jest brązowy medal Drużynowych Mistrzostw Europy, zdobyty wraz z Mateuszem Baranowskim i Grzegorzem Biernadskim w 2013 roku w Serbii. Oprócz tego był  dwukrotnie ćwierćfinalistą Mistrzostw Europy  (2010, 2012)
Najwyższy break turniejowy Zielińskiego to 139 punktów, a treningowy 147 (uzyskany 6 lipca 2010 roku). Jako ulubionego zawodnika wymienia Johna Higginsa.
25 czerwca 2010, w turnieju Players Tour Championship, Kurt Maflin wbił w meczu z Michałem Zielińskim breaka maksymalnego.
Oprócz snookera, Michał Zieliński był zawodnikiem pierwszoligowego klubu poolbilardowego Konsalnet Warszawa.